# William Henry Beveridge
William Henry Beveridge (Rangpūr, Bengala, 5 de març de 1879 - Oxford, 16 de març de 1963) fou un economista i polític britànic.
És un dels responsables de la creació dels plans socials avançats en benefici dels treballadors. Se'l coneix fonamentalment pel seu informe de 1942, Social Insurance and Allied Services (conegut com el "Primer informe Beveridge") que va proporcionar les bases teòriques de reflexió per a la instauració del Welfare State per part del govern laborista posterior a la Segona Guerra Mundial.

## Joventut i inicis de la seva carrera política
William Beveridge era el menor dels fills d'un jutge del Indian Civil Service, que havia nascut a Bengala el 1879. Després de cursar els seus estudis secundaris a la Charterhouse School, es va dedicar a estudiar literatura clàssica en el Balliol College d'Oxford. Començà a estudiar la carrera de Dret, però l'abandonà al cap d'uns mesos, el 1902, per a posar-se a treballar a temps complet en una fundació humanitària situada en l'est de Londres, Toynbee Hall. A la fi de 1905, passà a treballar com periodista en el diari conservador Morning Post, en el qual escriu sobre els problemes socials.
Li presentaren a Winston Churchill a finals de 1907. Quan aquest fou nomenat President of the Board of Trade o, cosa que és el mateix, ministre d'Economia, en el govern liberal de Herbert Henry Asquith (1908-1915), inclogué a Beveridge en el seu equip. Una vegada convertit en alt funcionari, Beveridge pogué desenvolupar molts dels projectes de caràcter social pels quals s'havia interessat anteriorment. Contribuí a establir uns serveis d'ocupació, que serviren per a donar cobertura econòmica i social als aturats, i passarà a dirigir aquests serveis el 1909. Entre 1908 i 1916 ocupà el càrrec de sots-secretari de la Cambra de Comerç, i des de 1937 fins a 1945 fou degà del University College d'Oxford. Les seves idees tingueren molta repercussió sobre Lloyd George i, com a conseqüència, sobre la votació de la National Insurance Act de 1911. Recomanà que s'instaurés un sistema de pensions de jubilació per a les persones majors i un sistema de seguretat social.
Després de la Primera Guerra Mundial fou ennoblit. L'any 1919 passà a ser, gràcies a la intervenció dels socialistes de la Societat Fabiana, director de l'Escola d'Economia i Ciència Política de Londres, càrrec que ocupà fins a l'any 1937.

## Els Informes Beveridge
L'any 1940, Ernest Bevin, ministre de Treball, li sol·licità una sèrie de recomanacions sobre la seguretat social, que fins a aquest moment s'havia desenvolupat sense la coherència ni el rigor necessaris. Per aquesta mateixa raó, el govern escullí a l'any següent a Beveridge perquè elaborés un informe que servís per a proposar un model de reconstrucció per al període de postguerra.
L'informe, titulat Report to the Parliament on Social Insurance and Allied Services, o Informe al Parlament sobre la seguretat social i de les prestacions que d'ella se'n deriven, es va fer públic al novembre de 1942. Preconitzà aquest informe que tot ciutadà en edat laboral havia de pagar una sèrie de taxes socials setmanals, amb l'objectiu de poder establir una sèrie de prestacions en cas de malaltia, atur, jubilació i altres. Beveridge opinà que aquest sistema permetria assegurar un nivell de vida mínim, per sota del qual ningú hauria de caure. Per a convèncer els conservadors escèptics, Beveridge explicà que l'assumpció per part de l'estat de les despeses de malaltia i de les pensions de jubilació permetria a la indústria nacional beneficiar-se de l'augment de la productivitat, i com a conseqüència, de la competitivitat.
L'any 1944, va publicar una segona obra que es coneix, de vegades, amb el nom de "segon informe Beveridge" (Full Employment in a Free society, Treball per a tots en una societat lliure) en el qual declarava que l'engegada d'un eficaç sistema de protecció social exigia una situació de plena ocupació. En aquest punt, les seves idees progressistes convergiren amb les d'un altre economista britànic, John Maynard Keynes.
En acabar la guerra, el Partit Laborista de Clement Attlee guanyà les eleccions al primer ministre sortint, el conservador Winston Churchill. El nou primer ministre anuncià, llavors, l'engegada de l'Estat del Benestar, tal com havia estat definit en el primer informe Beveridge de 1942.
El mateix any 1944, fou triat a la Cambra dels Comuns en representació del Partit Liberal. El 1946, fou nomenat Baró de Tugall, i passà a encapçalar el grup liberal de la Cambra dels Lords.
Morí el 16 de març de 1963 a Oxford.

## Obres principals
- Unemployment: A problem of industry ("L'atur: Un problema per a la indústria"), 1909.
- Prices and Wages in England from the Twelfth to the Nineteenth Century ("Preus i salaris a Anglaterra entre els segles XII i XIX"), 1939.
- Social Insurance and Allied Services ("Informe al Parlament sobre la seguretat social i de les prestacions que d'ella es deriven"), 1942. (Informe Beveridge)
- Full Employment in a Free Society ("Treball per a tots en una societat lliure"), 1944.
- The Economics of Full Employment ("L'economia de la plena ocupació"), 1944.
- Why I am a Liberal ("Per què sóc liberal"), 1945.